# Petr Johana
Petr Johana (* 1. November 1976 in Most, Tschechoslowakei) ist ein ehemaliger tschechischer Fußballspieler, der heute als -trainer arbeitet.

## Spielerkarriere

### Verein
Petr Johana spielte in seiner Jugend für SFK Meziboří und Chemopetrol Litvínov. 1995 wechselte er zunächst zu FK Ústí nad Labem, wenig später jedoch zu Slavia Karlovy Vary.
Zur Saison 1996/97 ging er zum damaligen Drittligisten FC MUS Most und stieg mit diesem in die 2. Liga auf. Dort gehörte der 1,89 m große Verteidiger zu den besten Spielern und wurde 2000 vom Erstligist Slovan Liberec für sechs Millionen Kronen gekauft. Dort erkämpfte er sich sofort einen Stammplatz und hatte maßgeblichen Anteil am Titelgewinn seines Vereins in der Saison 2001/02.
2003 wechselte Petr Johana im Tausch für Michal Pospíšil zu Sparta Prag, auch dort gehörte er zur Anfangsformation. In einem Testspiel im Juli 2004 verletzte sich der Abwehrspieler schwer am Knie und fiel mehrere Monate aus. In der Saison 2004/05 kam er auf nur zwölf Einsätze.
Im Sommer 2005 wechselte er zum türkischen Erstligist Vestel Manisaspor, nach anderthalb Jahren in der Türkei kehrte er zurück nach Tschechien und unterschrieb beim FK SIAD Most. Zur Saison 2008/09 wechselt Johana zum österreichischen Zweitligisten SC Magna Wiener Neustadt. Nach zwei Saisonen und dem Aufstieg 2008/09, sowie Platz fünf 2009/10 in der Bundesliga kehrte er im Sommer 2010 in die Heimat zurück und unterschrieb beim FK Mladá Boleslav. Dort war er bis zur Winterpause 2013/14 aktiv und wechselte in weiterer Folge zu seinem Heimatverein FK Baník Most, wo er bei neun Einsätzen in der zweithöchsten tschechischen Fußballliga torlos blieb. Im Sommer 2014 schloss er sich dem Nachbarverein FK Baník Souš an, bei dem er drei Jahre später, im Alter von 40 Jahren, seine aktive Laufbahn beendete.

### Nationalmannschaft
In der Tschechischen Nationalmannschaft debütierte Johana am 2. Juni 2001 beim 1:2 gegen Dänemark. Obwohl er die meisten Qualifikationsspiele zur Europameisterschaft 2004 bestritt, wurde er für die Endrunde selbst nicht berufen.
Seinen letzten von insgesamt 13 Einsätzen hatte Johana am 15. November 2003 beim 5:1 gegen Kanada in Teplice.

## Trainerkarriere
Nach dem Ende seiner aktiven Laufbahn übernahm er das Traineramt beim FK Baník Souš und betreute den Klub in den folgenden drei Jahren. Nach der Fusion mit dem Mostecký FK im Sommer 2020 stand er bis Herbst 2022 auch beim neu formierten FK Baník Most-Souš an der Seitenlinie. Kurz darauf wurde er Nachwuchs-Cheftrainer des Vereins und ist in diesem seit Sommer 2024 auch für die U-19-Mannschaft als Trainer hauptverantwortlich.

## Erfolge
- Tschechischer Meister 2002 mit Slovan Liberec und 2005 mit Sparta Prag.